# Ducado de la Unión de Cuba
El marquesado de Bayamo es un título nobiliario español creado el 17 de septiembre de 1847 por la reina de España Isabel II en favor de Miguel Tacón y Rosique, teniente general de la Real Armada. Recibió la grandeza de España el 11 de octubre del mismo año.
Su denominación hace referencia a la isla de Cuba, en aquellos momentos parte integrante del reino de España.

## Duques de la Unión de Cuba
|                        | Titular                                | Periodo                |
| Creación por Isabel II | Creación por Isabel II                 | Creación por Isabel II |
| ---------------------- | -------------------------------------- | ---------------------- |
| I                      | Miguel Tacón y Rosique                 | 1847-1855              |
| II                     | Miguel Tacón y García de Lisón         | 1856-1869              |
| III                    | Bernardo Luis Tacón y Hewes            | 1870-1914              |
| IV                     | Miguel Tacón y Calderón                | 1914-1937              |
| V                      | María Ana Tacón y Rodríguez de Rivas   | 1950-1980              |
| VI                     | Rocío Regina Bernaldo de Quirós y Coca | 1983-hoy               |

## Historia de los duques de la Unión de Cuba
- Miguel Tacón y Rosique (Cartagena, 10 de enero de 1775-Madrid, 12 de octubre de 1855), I duque de la Unión de Cuba, I marqués de la Unión de Cuba, teniente general de la Real Armada, gobernador militar de Popayán, capitán general de Andalucía, de Cuba y de las islas Baleares, caballero de la Orden del Toisón de Oro y de la Orden de Santiago, Gran Cruz de la Orden de Carlos III y de la de San Hermenegildo.[2]

Casó en 1806 con Ana Polonia García de Lisón y Soycoli. El 12 de junio de 1856 le sucedió su hijo:
- Miguel Tacón y García de Lisón (1809-1869), II duque de la Unión de Cuba, I marqués de Bayamo, ministro plenipotenciario y senador del reino.[3]

Casó en 1838 con Francisca de Sales Hewes Kent (m. 1888). El 1 de agosto de 1870 le sucedió su hijo:
- Bernardo Luis Tacón y Hewes (Inglaterra, 1844-Madrid, 15 de febrero de 1914), III duque de la Unión de Cuba, II marqués de Bayamo, Gran Cruz del Mérito Naval, gentilhombre de cámara con ejercicio y servidumbre, senador del reino.[3]

Casó en primeras nupcias el 8 de enero de 1871 con Matide Calderón y Vasco y en segundas nupcias el 8 de mayo de 1912, en Madrid, con María Carlota Beranguer y Martínez de Espinosa (n. 1858). El 29 de mayo de 1914 le sucedió el hijo de su primer matrimonio:
- Miguel Tacón y Calderón (Madrid, 9 de noviembre de 1871-Sancti Spiritus, Salamanca, 6 de enero de 1937), IV duque de la Unión de Cuba, III marqués de Bayamo, Gran Cruz de la Orden de Carlos III, caballero del Real Cuerpo Colegiado de Hijosdalgos de Madrid, maestrante de Ronda, senador y diputado.[3]

Casó el 26 de junio de 1903, en Madrid, con María del Rosario Rodríguez de Rivas y de la Gándara (1881-1963), dama de la reina y de la Orden de María Luisa. El 2 de junio de 1950 le sucedió su hija:
- María Ana Tacón y Rodríguez de Rivas (Madrid, 23 de noviembre de 1904-Madrid, 8 de noviembre de 1980), V duquesa de la Unión de Cuba, IV marquesa de Bayamo.[3]

Casó el 10 de febrero de 1936, en Madrid, con el abogado y ganadero Luis Bernaldo de Quirós y Bustillo (1896-1957), que era hijo de Rafael Bernaldo de Quirós y Mier y su esposa Consolación Bustillo y Mendoza, IV marquesa de los Altares. El 2 de marzo de 1983, previa orden del 5 de enero del mismo año para que se expida la correspondiente carta de sucesión (BOE del 21 de enero), le sucedió su nieta:
- Rocío Regina Bernaldo de Quirós y Coca (n. Madrid, 8 de abril de 1969), VI duquesa de la Unión de Cuba, VI marquesa de Bayamo.[6][7] Era hija de Miguel Bernaldo de Quirós y Tacón, V marqués de Bayamo, y su esposa Alicia Coca y Borrego.[3][4]

Casó el 6 de septiembre de 2002, en Madrid, con Juan Linage Muñoz-Rojas (n. 1969).